# Гилијам (Мисури)
Гилијам (енгл. Gilliam) град је у америчкој савезној држави Мисури.

## Демографија
По попису из 2010. године број становника је 197, што је 32 (-14,0%) становника мање него 2000. године.
| Група             | 2000.       | 2010.       |
| Белци             | 216 (94,3%) | 188 (95,4%) |
| Афроамериканци    | 9 (3,9%)    | 6 (3,0%)    |
| Азијати           | 1 (0,4%)    | 0 (0,0%)    |
| Хиспаноамериканци | 0 (0,0%)    | 1 (0,5%)    |
| Укупно            | 229         | 197         |